# Greg Smith (homme politique)
Pour les articles homonymes, voir Greg Smith.
Gregory David Smith (né le 3 mars 1979) est un homme politique conservateur britannique. Auparavant, chef adjoint de Hammersmith et Fulham Conseil, il est député de Buckingham de 2019 à 2024.

## Jeunesse
Smith étudie à la Bromsgrove School puis à l'Université de Birmingham. Il a une carrière dans le design et le marketing. Smith est un administrateur de Riverside Studios de 2008 à 2019.

## Carrière
Smith est conseiller du conseil de Hammersmith et de Fulham entre mai 2006 et mai 2018, et chef adjoint du conseil. En 2014, les conservateurs perdent le contrôle du conseil au profit des travaillistes lors des élections locales et Smith est nommé chef du groupe conservateur. Il quitte le conseil lors des élections de 2018.
Aux élections générales de 2017, il se présente comme candidat conservateur à Hayes et Harlington, qui est généralement un siège sûr pour le Parti travailliste ces dernières années. Il arrive deuxième, derrière le Chancelier de l'Échiquier du cabinet fantôme John McDonnell, obtenant 28,6% des voix.
En octobre 2019, Smith est candidat conservateur dans la circonscription de Buckingham, à la suite de l'annonce par le président sortant de la Chambre des communes, John Bercow, de sa démission à la fin du mois d'octobre. Bercow occupait le siège depuis 1997, après avoir été élu à l'origine comme conservateur.
Smith annonce son opposition au High Speed 2 et à l'East West Expressway dans le cadre de sa campagne. Il est partisan du Brexit et aidé Boris Johnson dans sa campagne à la direction du parti conservateur.